# Phyllodes papuana
Phyllodes papuana là một loài bướm đêm trong họ Noctuidae.